# Лонг Лејк (Илиноис)
Лонг Лејк (енгл. Long Lake) насељено је место без административног статуса у америчкој савезној држави Илиноис.

## Демографија
По попису из 2010. године број становника је 3.515, што је 159 (4,7%) становника више него 2000. године.
| Група             | 2000.         | 2010.         |
| Белци             | 2.893 (86,2%) | 2.391 (68,0%) |
| Афроамериканци    | 11 (0,3%)     | 49 (1,4%)     |
| Азијати           | 24 (0,7%)     | 20 (0,6%)     |
| Хиспаноамериканци | 387 (11,5%)   | 988 (28,1%)   |
| Укупно            | 3.356         | 3.515         |